# Борятинська сільська рада
Борятинська сільська рада (деколи — Буратинська) — колишня адміністративно-територіальна одиниця та орган місцевого самоврядування у Чуднівському й Дзержинському районах Волинської округи, Вінницької та Житомирської областей УРСР з адміністративним центром у селі Борятин.

## Населені пункти
Сільській раді на момент ліквідації були підпорядковані населені пункти:
- с. Борятин
- с. Лісна Рудня
- с. Морочинка
- х. Іванівщина

## Населення
Кількість населення ради, станом на 1923 рік, становила 1 034 особи, кількість дворів — 209.

## Історія та адміністративний устрій
Утворена 1923 року в складі сіл Борятин, Лісня Рудня, Морочинка, Проста Гутка та хутора Іванівщина Чуднівської волості Полонського повіту Волинської губернії. 7 березня 1923 року увійшла до складу новоствореного Чуднівського району Житомирської округи. 17 червня 1925 року, відповідно до постанови ВУЦВК та РНК УРСР «Про адміністраційно-територіяльне переконструювання Бердичівської й суміжних з нею округ Київщини, Волині й Поділля», сільська рада увійшла до складу Миропільського (згодом — Романівський, Дзержинський) району Житомирської округи. Одночасно до складу ради передано слободу Ставки Сіряківської сільської ради Чуднівського району. Станом на 1 жовтня 1941 року с. Проста Гутка та слоб. Ставки не числяться на обліку населених пунктів.
Відповідно до інформації довідника «Українська РСР. Адміністративно-територіальний поділ», станом на 1 вересня 1946 року сільрада входила до складу Дзержинського району Житомирської області, на обліку в раді перебували села Борятин, Лісна Рудня та хутори Іванівщина, Морочинки.
11 серпня 1954 року, відповідно до указу Президії Верховної ради УРСР «Про укрупнення сільських рад по Житомирській області», сільську раду було ліквідовано, територію та населені пункти включено до складу Сіряківської сільської ради Дзержинського району Житомирської області.